# Nicolien Sauerbreij
Lotte Nicolien Sauerbreij (De Hoef, 31 de julio de 1979) es una deportista neerlandesa que compitió en snowboard, especialista en las pruebas de eslalon paralelo.
Participó en cuatro Juegos Olímpicos de Invierno, entre los años 2002 y 2014, obteniendo una medalla de oro en Vancouver 2010, en el eslalon gigante paralelo.
Ganó una medalla de plata en el Campeonato Mundial de Snowboard de 2011, en la prueba de eslalon paralelo.

## Medallero internacional
| Juegos Olímpicos   | Juegos Olímpicos   | Juegos Olímpicos | Juegos Olímpicos         |
| Año                | Lugar              | Medalla          | Competición              |
| ------------------ | ------------------ | ---------------- | ------------------------ |
| 2010               | Vancouver (Canadá) | Medalla de oro   | Eslalon gigante paralelo |
| Campeonato Mundial |                    |                  |                          |
| Año                | Lugar              | Medalla          | Competición              |
| 2011               | La Molina (España) | Medalla de plata | Eslalon paralelo         |